# Hexaklórbenzol
|  |  |

|  |  |

A hexaklórbenzol egy benzolgyűrűből és hat klóratomból álló szintetikus vegyület. Szobahőmérsékleten fehér színű, szilárd halmazállapotú anyag. Természetben nem fordul elő. Hevítésre könnyen bomlik. Élőszervezetekben felhalmozódhat. Vízben gyakorlatilag oldhatatlan, de például benzolban és éterben jól oldódik. Rákkeltő hatása miatt számos országban korlátozásokat vezettek be a használatára vonatkozóan.

## Felhasználása
A hexaklórbenzol gyártását az Egyesült Államokban kezdték meg a 20. században. Eleinte gombaölő-, csávázó- és vetőmagkezelő szerként használták. Később a festékipar és a hadiipar is hasznosította. Alkalmas fakonzerválásra, polivinil-klorid lágyítására,valamint a szintetikus gumi nyersanyagaként is szolgál.

## Jelenléte az emberi szervezetben
A hexaklórbenzol az emberi szervezetbe a legnagyobb mértékben szennyezett élelmiszerekkel kerül. Jellemző a zsíros ételekben: hús, tojás, tejtermékek, valamint olyan növényekben, amelyeknél növényvédő szerként volt használva. Kismértékben megtalálható az ivóvízben is. Ipari területek mentén belégzéssel is a szervezetünkbe juthat.

## Hatása
A 70-es években fedezték fel rákkeltő hatását. A világ legtöbb országában korlátozásokat vezettek be ellene. Bár közvetlen gyártása kismértékű, melléktermékként, szennyeződésként jelentős mennyiségű HCB keletkezik, klórozott oldószerek és peszticidek(pl. szén-tetraklorid, vinil-klorid) gyártása során.
R-mondatok:
- R 45:                 Rákot okozhat
- R 48/25:            Mérgező: hosszantartó kitettség esetén, a lenyelése súlyos egészségkárosodást okozhat.
- R 48/22:            Szájon keresztül hosszabb időn át a szervezetbe jutva ártalmas: súlyos egészségkárosodást okozhat.
- R 50/53:            Nagyon mérgező a vízi szervezetekre, a vízi környezetben hosszan tartó károsodást okozhat.[1]

## Alternatívák
A HCB könnyen helyettesíthető minden területen. A hadiiparban a kevésbé káros hexaklór-etánnal helyettesítik. A növényvédő szerepében számos szer helyettesítheti(pl. bitertanol, karboxin).